# Mesarchaea
Mesarchaea bellavista es una especie de araña araneomorfa de la familia Mecysmaucheniidae. Es el único miembro del género monotípico Mesarchaea. Es originaria de Chile de la Región de la Araucanía donde se encuentra en Bellavista en la Provincia de Cautín.